# Pedro Angasso
Dom Pedro Angasso (também grafado Pedro Angaço) é uma entidade espiritual cultuada em diversas religiões afro-brasileiras, sobretudo nas regiões norte e nordeste. Segundo a crença, teria sido pai adotivo de Légua Boji Buá da Trindade, o qual se tornaria chefe da família de Légua. A entidade incorporaria características de Agassu, vodum de origem real.